# Поталь
Пота́ль — имитация сусального золота: 
- листы металлов (например, алюминий, медь) или сплавов (например, меди с цинком);
- химические соединения наподобие сульфида олова (SnS2), которые применяются в составе металлизированных красок (например, жидкая поталь), имитирующих позолоту.

Не имеет в составе благородных металлов.
Технология нанесения потали отличается от технологии нанесения сусального золота тем, что виды потали, в составе которых присутствует медь, требуют покрытия лаком для защиты от окисления. Традиционным покрытием потали является шеллак, который может быть использован и как самостоятельное покрытие, и как первый (адгезионный) слой с последующим покрытием более прочными лаками.
Техника нанесения потали отличается от техники нанесения сусального золота в силу того, что листы потали значительно толще и состоят из менее пластичного металла, нежели сусальное золото. Этим объясняются сложности во фликовке (устранение дефектов золочения) при позолоте поталью. Однако более высокая толщина позволяет легче начать работу c cусальным листом позолотчикам с ограниченным опытом.
Поталь производится в свободном и трансферном виде. Трансферная поталь представляет собой металлические листы, нанесённые под давлением на тонкую бумагу для облегчения разрезания её и переноса на позолачиваемую поверхность. Трансферная поталь бывает как в виде квадратных листов (обычно 14 см × 14 см), так и в рулонах (шириной от 1 до 15 см).